# James Papez
James Papez (1883-1958) va ser un neuròleg estatunidenc que va estudiar a la Universitat de Minnessota. La seva principal contribució a la ciència és la descripció del circuit Papez, un camí neuronal al cervell clau per transmetre l'emoció. La seva hipòtesi és que l'hipocamp, el lòbul de Brocca, l'hipotàlem i el nucli anterior del tàlem constitueixen un mecanisme interconnectat que regula les emocions.